# 6231 Hundertwasser
6231 Hundertwasser eller 1985 FH är en asteroid i huvudbältet som upptäcktes den 20 mars 1985 av den tjeckiske astronomen Antonín Mrkos vid Kleť-observatoriet i Tjeckien. Den är uppkallad efter den österrikiske konstnären Friedensreich Hundertwasser.
Asteroiden har en diameter på ungefär 5 kilometer.